# Llibre dels Nombres
El llibre dels Nombres és el quart de la Torà i, per tant, de la Bíblia, i que en hebreu és anomenat ba-midbar במדבר, "en el desert." En la Septuaginta, el nom és Arithmoi ("Nombres", literalment), ja que és un registre del cens del poble al Sinaí i a la planura de Moab i detalla molt precisament certs rituals, amb les repeticions necessàries.
El llibre també és d'interès històric, ja que dona els detalls de la ruta dels israelites en el desert i els seus campaments principals. Certs esdeveniments, si bé són hiperbòlics, tenen base arqueològica, com l'arribada a Qades. Està dividit en tres parts:
- El cens del poble al Sinaí
- Un relat del recorregut de Sinai cap a Moab, i l'enviament d'espies, i llur report.
- Un relat del que va ocórrer a la planura del Moab, abans de creuar el riu Jordà.

És important l'organització en 12 tribus, una per cada fill de Jacob i base de molts conflictes territorials posteriors. El record de la pasqua i l'acció protectora de Déu cap al seu poble escollit és constant.
El llibre cobreix el recorregut de 38 anys i 10 mesos després de la sortida d'Egipte. La data més probable de composició estaria sobre el segle VI aC, recollint històries més antigues (bàsicament de la font anomenada P en la hipòtesi documental).